# Der Favorit der Kaiserin
Der Favorit der Kaiserin ist ein 1935 entstandenes deutsches Historiendrama von Werner Hochbaum mit Olga Tschechowa als Zarin Elisabeth von Russland. Weitere tragende Rollen haben Anton Pointner und Willy Eichberger.

## Handlung
Russland im 18. Jahrhundert. Zarin Elisabeth steht im deutlichen Widerstreit mit ihrem Minister, Liebhaber und Günstling Fürst Iwan Potozky, der seit geraumer Zeit seine Kaiserin dazu drängt, ein Bündnispakt mit Frankreich abzuschließen. Außerdem hat der eifersüchtige Adelige dafür gesorgt, dass außer ihm nur ältere oder unattraktive Offiziere die Kaiserin umgeben. Andere Berater der Herrscherin, vor allem das russische Militär, präferieren hingegen ein diesbezügliches Abkommen mit Preußen. Elisabeth hat jetzt genug von Potozkys Drängen; außerdem will sie endlich attraktive, junge Gardeleutnants um sich herum sehen und bekommt daraufhin einen Tipp ihrer Hofdame Irina. Die kennt einen, der für die Zarin als neuer Günstling und Liebhaber infrage käme. Die Tochter des Grafen Kurganoff weiß nur noch, dass der junge Fähnrich Alexander heißt, seinen Nachnamen kennt sie jedoch nicht. Ganz uneigennützig ist Irinas Vorschlag nicht: Sie selbst würde gern diesen einen Alexander, den sie jüngst bei einer Osterfeier kennen gelernt hatte, wiedersehen. Ihr Vater, der als General einem Garderegiment vorsteht, soll sich auf die Suche nach dem Soldaten begeben. Der ranghohe Offizier hat nur ein Problem: In seinem Regiment gibt es gleich fünf Fähnriche namens Alexander, auf die die Beschreibung zutreffen könnte. Und so werden gleich alle fünf Alexander, darunter auch Alexander Tomsky, sehr zur Freude Elisabeths als Leibgarde der Zarin eingestellt.
Der alljährlich stattfindende österliche Ball der Zarin lässt Irina ihren Alexander, Fähnrich Tomsky, wieder sehen. Der hat heimlich eine Karikatur von Fürst Tomsky angefertigt, die durch einen dummen Zufall in dessen Hände gerät. Tomsky ist darüber sehr erzürnt und möchte den frechen Nachwuchsoffizier am liebsten augenblicklich in Ketten legen. Ehe es so weit kommt, gelangt der Fähnrich in das Schlafgemach der Zarin und versteckt sich hinter einem Vorhang. Von Elisabeth entdeckt, erfährt sie, dass ausgerechnet der ausgebootete Potozky, dessen geheimer Zugang in ihr Schlafgemach soeben von Elisabeth zugesperrt wurde, jenen schmucken Soldaten in den Kerker werfen will. Ein Grund mehr für die Kaiserin, Alexander Tomsky nicht nur zu begnadigen, sondern ihn zu ihrem neuen Favoriten zu machen und ihn dadurch die Karriereleiter nach oben zu befördern. Potozky missfallen die Entwicklungen sehr, und so plant er eine Verschwörung: Er will, dass die Kaiserin einem Anschlag zum Opfer fallen soll. Tomsky erfährt davon und dringt mit den nunmehr ihm untergebenen Kadetten durch den Geheimgang ins Gemach der Zarin vor. Die Herrscherin ist gerettet, und die Verschwörer werden außer Gefecht gesetzt. Tomsky, der nur gerüchteweise der neue Liebhaber der Zarin geworden ist, dessen Herz jedoch Irina gehört, bittet diese öffentlich um ihre Hand. Irina glaubt jedoch dem Gerücht, ihr Herzbube sei der Favorit der Kaiserin, und weist ihn zurück. Doch mit Potozkys Verhaftung kommen alle Fakten auf den Tisch, und die beiden jungen Leute können, mit Billigung Elisabeths, endlich zusammenkommen. 

## Produktionsnotizen
Die Dreharbeiten zu Der Favorit der Kaiserin zogen sich von Mitte Oktober bis Mitte November 1935 hin. Der Film wurde am 21. Februar 1936 in Wien uraufgeführt, die deutsche Premiere war am 12. März 1936 im Berliner Atrium-Kino.
Friedrich Wilhelm Gaik und Ottmar Ostermayr übernahmen die Produktionsleitung. Emil Hasler entwarf die von Artur Schwarz ausgeführten Filmbauten. Manon Hahn entwarf die Kostüme. Hans Müller war Regieassistent, Komponist Anton Profes hatte auch die musikalische Leitung. Hans Martin Cremer schrieb die Liedtexte.
Folgende im Leipziger Musikverlag Rather erschienene Musiktitel wurden gespielt:
- Kosaken-Lied: Und sind wir einsam in stillen Nächten
- Soldaten-Lied: Es war mal ein Soldat

## Rezeption
Die Österreichische Film-Zeitung schrieb: „Werner Hochbaum hat die Inszenierung mit großem Prachtaufwand besorgt.“

„Spannungslos-vordergründige Intrigenkomödie in einem Operetten-Rußland Mitte des 18. Jahrhunderts. Die verschwenderische Ausstattung – Architekt Emil Hasler – und der Bilderpomp des Kameramanns Oskar Schnirch liebäugeln mit hollywoodschen Showeffekten.“

Auf film.at ist zu lesen: „Hochbaums Kamera durchmisst behände prunkvolle Sets – beeindruckend die Eröffnungsfahrt vom Kirchenaltar zum Jahrmarkttreiben – und bewegt sich auch elegant über die doppelten Böden der Komödienhandlung.“